# Massimo Natili
Massimo Natili (* 28. Juli 1935 in Ronciglione; † 19. September 2017 in Viterbo) war ein italienischer Automobilrennfahrer.

## Karriere
Natili war zu zwei Weltmeisterschaftsläufen der Automobil-Weltmeisterschaft gemeldet. Er fuhr für das Team Scuderia Centro Sud beim Großen Preis von Großbritannien 1961 in einem Cooper T51. Natili startete von Platz 28 und beendete das Rennen aufgrund eines Motorschadens nicht. Beim Großen Preis von Italien nahm er trotz Meldung nicht teil, da sein Wagen von Renato Pirocchi genutzt wurde. Zudem war Massimo Natili zu fünf nicht zur Weltmeisterschaft zählenden Rennen gemeldet; beenden konnte er jedoch keines.
Er starb im September 2017.

## Statistik

### Statistik in der Automobil-Weltmeisterschaft
Diese Statistik umfasst alle Teilnahmen des Fahrers an der Automobil-Weltmeisterschaft, die heutzutage als Formel-1-Weltmeisterschaft bezeichnet wird.

#### Gesamtübersicht
| Saison | Team                | Chassis    | Motor           | Rennen | Siege | Zweiter | Dritter | Poles | schn. Rennrunden | Punkte | WM-Pos. |
| ------ | ------------------- | ---------- | --------------- | ------ | ----- | ------- | ------- | ----- | ---------------- | ------ | ------- |
| 1961   | Scuderia Centro Sud | Cooper T51 | Maserati 1.5 L4 | 1      | −     | −       | −       | −     | −                | −      | NC      |
| Gesamt | Gesamt              | Gesamt     | Gesamt          | 1      | −     | −       | −       | −     | −                | −      |         |

#### Einzelergebnisse
| Saison | 1 | 2 | 3 | 4   | 5 | 6   | 7 | 8 |
| ------ | - | - | - | --- | - | --- | - | - |
| 1961   |   |   |   |     |   |     |   |   |
|        |   |   |   | DNF |   | DNS |   |   |

| Legende  | Legende            | Legende                                                          |
| Farbe    | Abkürzung          | Bedeutung                                                        |
| -------- | ------------------ | ---------------------------------------------------------------- |
| Gold     | –                  | Sieg                                                             |
| Silber   | –                  | 2. Platz                                                         |
| Bronze   | –                  | 3. Platz                                                         |
| Grün     | –                  | Platzierung in den Punkten                                       |
| Blau     | –                  | Klassifiziert außerhalb der Punkteränge                          |
| Violett  | DNF                | Rennen nicht beendet (did not finish)                            |
| Violett  | NC                 | nicht klassifiziert (not classified)                             |
| Rot      | DNQ                | nicht qualifiziert (did not qualify)                             |
| Rot      | DNPQ               | in Vorqualifikation gescheitert (did not pre-qualify)            |
| Schwarz  | DSQ                | disqualifiziert (disqualified)                                   |
| Weiß     | DNS                | nicht am Start (did not start)                                   |
| Weiß     | WD                 | zurückgezogen (withdrawn)                                        |
| Hellblau | PO                 | nur am Training teilgenommen (practiced only)                    |
| Hellblau | TD                 | Freitags-Testfahrer (test driver)                                |
| ohne     | DNP                | nicht am Training teilgenommen (did not practice)                |
| ohne     | INJ                | verletzt oder krank (injured)                                    |
| ohne     | EX                 | ausgeschlossen (excluded)                                        |
| ohne     | DNA                | nicht erschienen (did not arrive)                                |
| ohne     | C                  | Rennen abgesagt (cancelled)                                      |
| ohne     | keine WM-Teilnahme |                                                                  |
| sonstige | P/fett             | Pole-Position                                                    |
| sonstige | 1/2/3/4/5/6/7/8    | Punktplatzierung im Sprint-/Qualifikationsrennen                 |
| sonstige | SR/kursiv          | Schnellste Rennrunde                                             |
| sonstige | *                  | nicht im Ziel, aufgrund der zurückgelegten Distanz aber gewertet |
| sonstige | ()                 | Streichresultate                                                 |
| sonstige | unterstrichen      | Führender in der Gesamtwertung                                   |

### Le-Mans-Ergebnisse
| Jahr | Team                    | Fahrzeug                             | Teamkollege | Platzierung     | Ausfallgrund |
| ---- | ----------------------- | ------------------------------------ | ----------- | --------------- | ------------ |
| 1966 | Prototipi Bizzarini SAL | Bizzarini Super America Stradale A3C | Sam Posey   | Disqualifiziert |              |

### Einzelergebnisse in der Sportwagen-Weltmeisterschaft
| Saison | Team           | Rennwagen          | 1   | 2   | 3   | 4   | 5   | 6   | 7   | 8   | 9   | 10  | 11  | 12  | 13  | 14  | 15  | 16  | 17  | 18  | 19  | 20  |
| ------ | -------------- | ------------------ | --- | --- | --- | --- | --- | --- | --- | --- | --- | --- | --- | --- | --- | --- | --- | --- | --- | --- | --- | --- |
| 1961   | Alto Lazio     | Giaur              | SEB | TAR | NÜR | LEM | PES |     |     |     |     |     |     |     |     |     |     |     |     |     |     |     |
| 1961   | Alto Lazio     | Giaur              | 19  |     |     |     |     |     |     |     |     |     |     |     |     |     |     |     |     |     |     |     |
| 1965   | Massimo Natili | Lotus 23           | DAY | SEB | BOL | MON | MON | RTT | TAR | SPA | NÜR | MUG | ROS | LEM | REI | BOZ | FRE | CCE | OVI | NÜR | BRI | BRI |
| 1965   | Massimo Natili | Lotus 23           |     |     |     |     |     |     | 17  |     |     |     |     |     |     |     |     |     |     |     |     |     |
| 1966   | Bizzarrini     | Bizzarrini GT 5300 | DAY | SEB | MON | TAR | SPA | NÜR | LEM | MUG | CCE | HOK | SIM | NÜR | ZEL |     |     |     |     |     |     |     |
| 1966   | Bizzarrini     | Bizzarrini GT 5300 |     |     |     | DNF |     |     |     |     |     |     |     |     |     |     |     |     |     |     |     |     |